# Hornovolžská přehradní nádrž
Hornovolžská přehradní nádrž (rusky Верхневолжское водохранилище) je přehradní nádrž v Tverské oblasti v Rusku. Má rozlohu 183 km². Je 85 km dlouhá a maximálně 6 km široká. Má objem 0,52 km³.

## Vodní režim
Přehradní hráz nazývaná Hornovolžský bejšlot byla postavena v roce 1843 a rekonstruována v roce 1943 na řece Volze. V zóně vzdutí nádrže se nacházejí jezera Stěrž, Vselug, Peno, Volgo.

## Využití
Je to jedna z prvních velkých přehradních nádrží, které byly postavené v Rusku v 19. století z důvodů usnadnění vodní dopravy. Je nejvyšší stupeň Volžko-kamské kaskády. Úroveň hladiny kolísá v rozsahu 3,5 m. Reguluje sezónní kolísání průtoku. Je zde rozvinuté rybářství (candáti, cejni, štiky).

## Galerie
Ve své době významné vodní dílo navštívil na začátku 20. století vynálezce a fotograf Sergej Michajlovič Prokudin-Gorskij. Díky jeho unikátní metodě tvorby barevných snímků lze přehradu obdivovat na barevném zobrazení z roku 1909. Průtok veletoku Volhy odpovídá v těchto místech zhruba Berounce či Ohři.

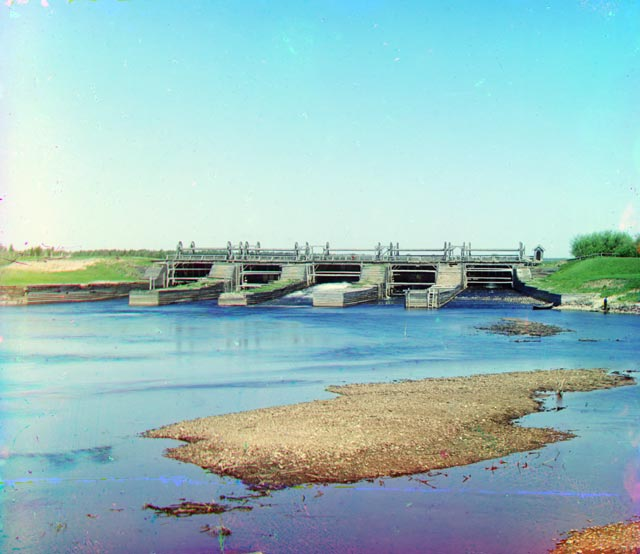
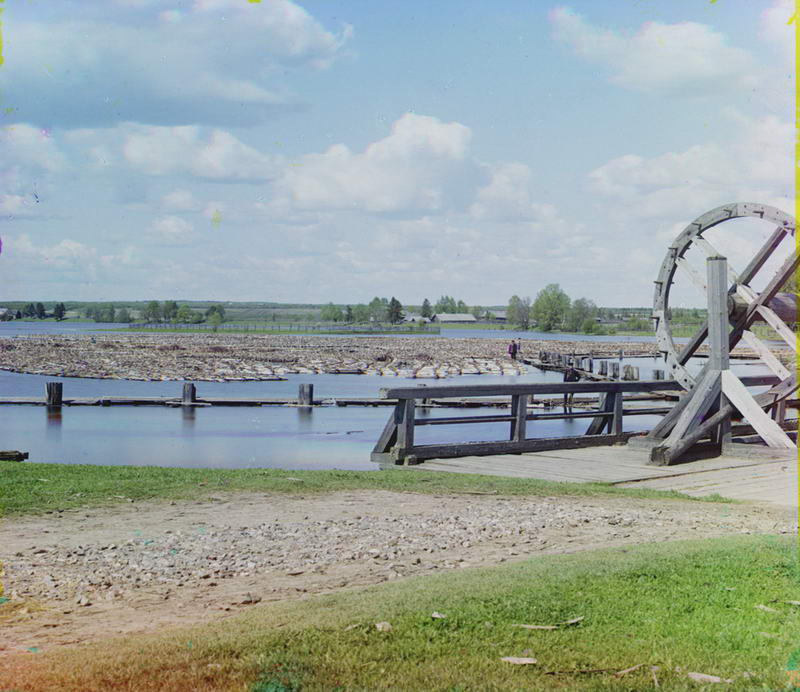
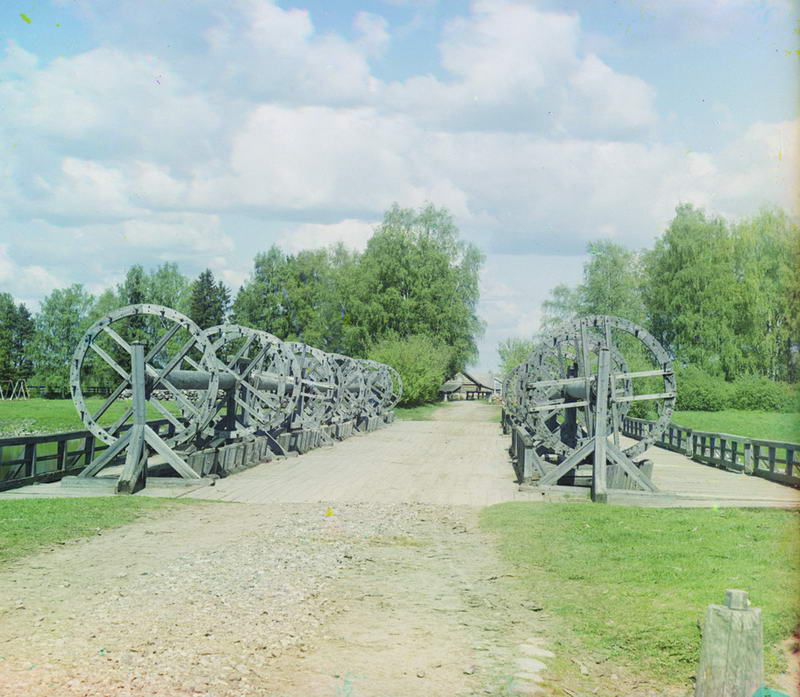
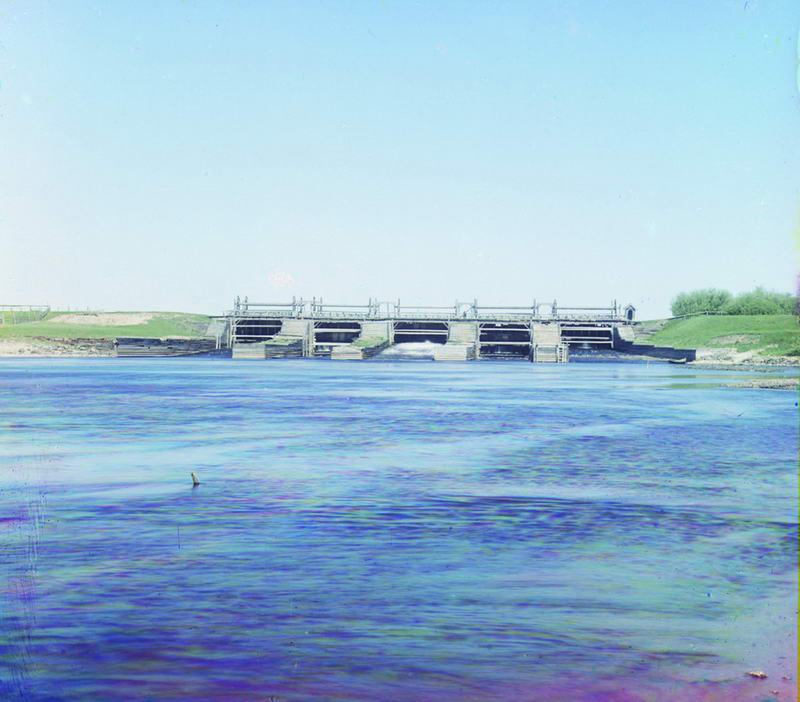
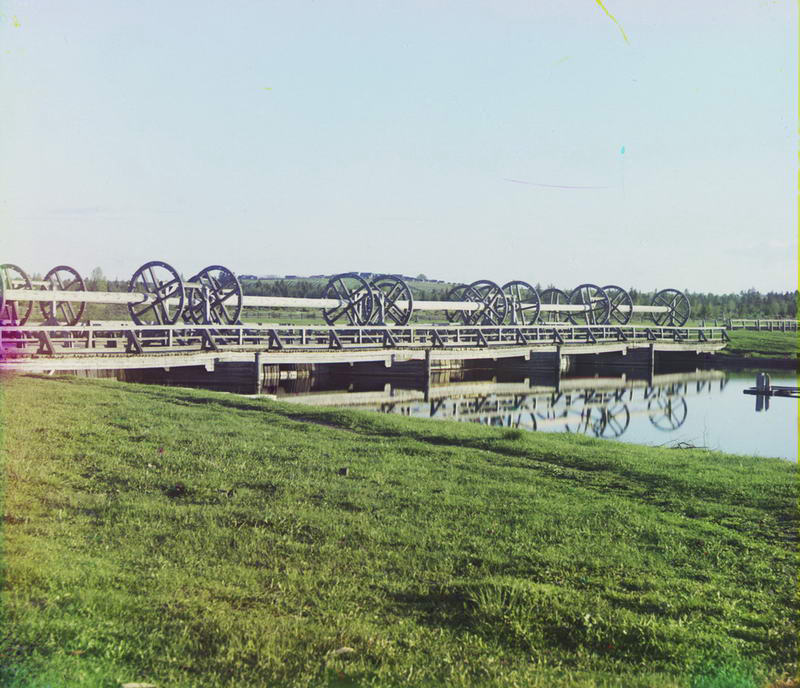